# 博尔德新城
博尔德新城（法語：Villeneuve-les-Bordes，法語發音：[vilnœv le bɔʁd] ⓘ）是法国塞纳-马恩省的一个市镇，属于普罗万区。

## 地理
博尔德新城（48°29'11"N, 3°2'34"E）面积20.6 平方千米，位于法国法蘭西島大區塞纳-马恩省，该省份为法国北部内陆省份，北起瓦兹省，西接埃松省、马恩河谷省、塞纳-圣但尼省和瓦兹河谷省，南至卢瓦雷省，东南接约讷省，东临马恩省和奥布省，东北接埃纳省。
与博尔德新城接壤的市镇（或旧市镇、城区）包括：拉沙佩勒拉布莱、库唐松、居尔西勒沙泰勒、梅尼厄、蒙蒂尼朗库、朗皮永。

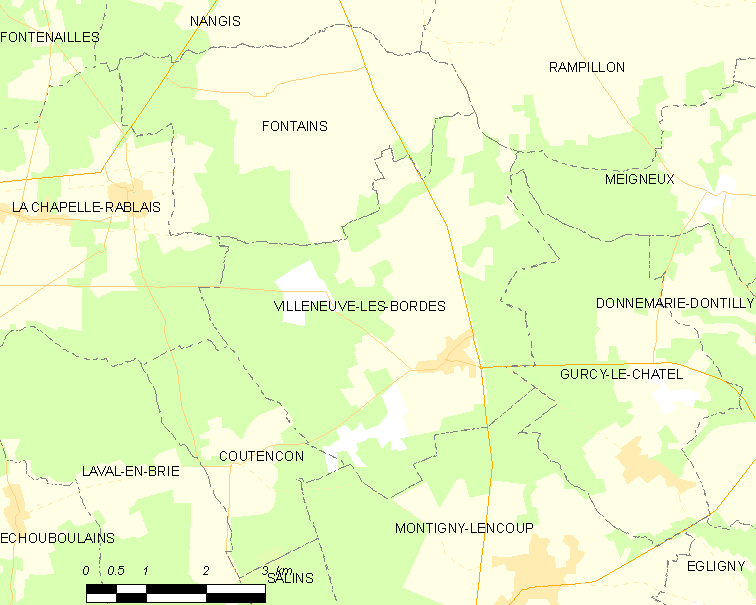
博尔德新城的OSM定位图

博尔德新城的时区为UTC+01:00、UTC+02:00（夏令时）。

## 行政
博尔德新城的邮政编码为77154，INSEE市镇编码为77509。

## 政治
博尔德新城所属的省级选区为普罗万县。

## 人口

1962-2008年间博尔德新城人口变化图示

博尔德新城于2022年1月1日时的人口数量为614人。